# Mechwart liget

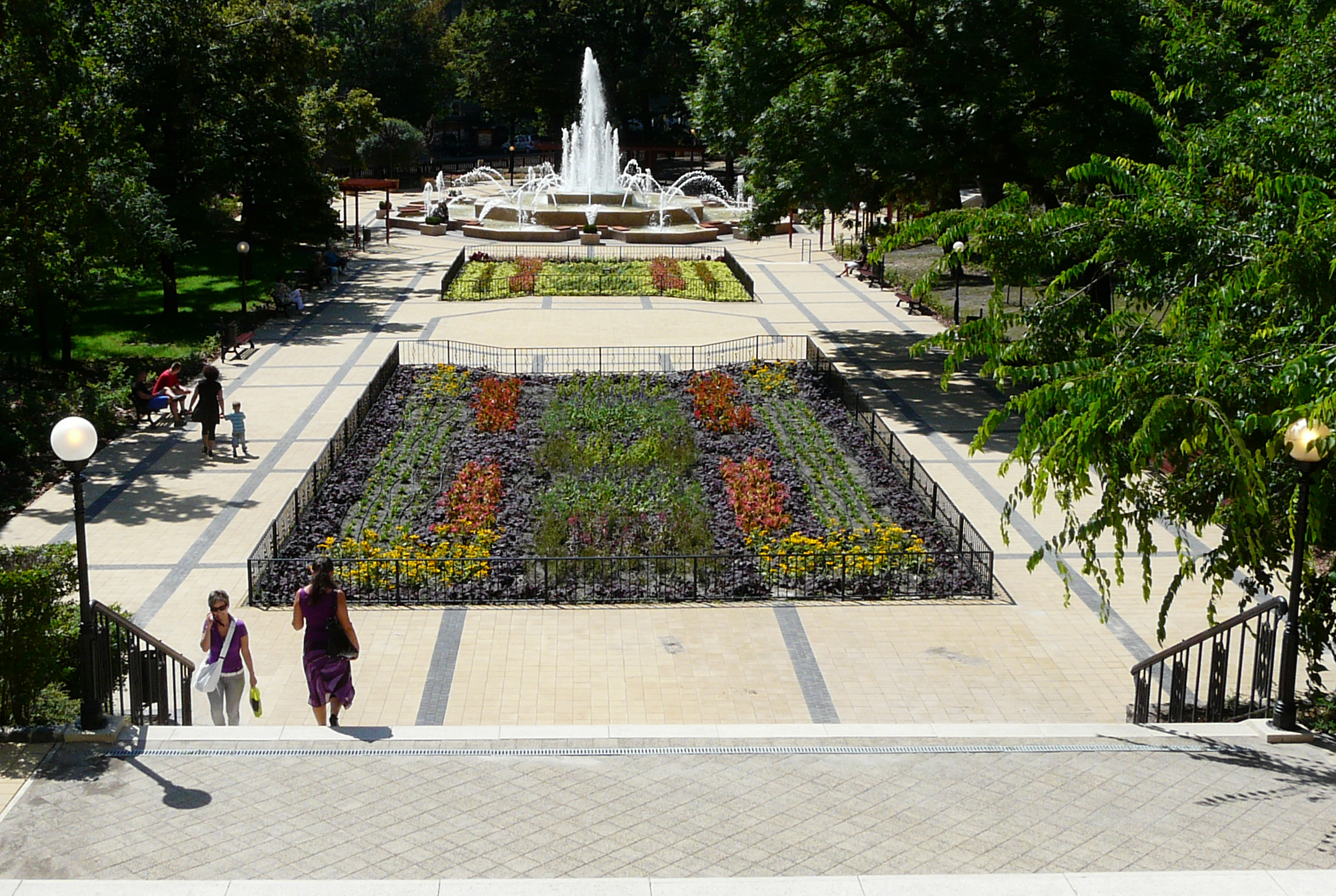
A Mechwart liget 2010. augusztus végén

A Mechwart liget Budapest II. kerületében található, a Margit körút és a Keleti Károly utca találkozásánál. Területe kb. 18 000 négyzetméter, parkosított tér.

## Története
Nevét Mechwart Andrásról kapta, akinek a parkban állt egy kétalakos szobra. A második világháború idején a szobor elpusztult, helyén ma Kocsis András Mechwart-mellszobra látható. A liget háború utáni újrarendezése Jancsó Vilmos tervei alapján készült 1945-ben. A tér felső végében áll a II. kerületi önkormányzat, keleti oldalán a Központi Statisztikai Hivatal és a Központi Statisztikai Hivatal Könyvtár épülete.
Faállományában a 2010-es évek elején még állt egy száz évnél idősebb császárfa (Paulownia tomentosa). 2010 nyarán a ligetet – részben az Európai Unió pénzügyi támogatásával – teljesen felújították, többek között új díszburkolattal látták el, és a régi szökőkút helyett is teljesen új készült.